# Atteinte illicite (droit québécois)
Pour les articles homonymes, voir Atteinte illicite.
En droit de la  responsabilité civile québécois, l'atteinte illicite est le critère à remplir de l'article 49 al. 1 de la Charte des droits et libertés de la personne pour qu'une personne puisse obtenir réparation du préjudice qui résulte de la violation de ses droits constitutionnels.

## Texte de la disposition
L'art. 49 al. 1 CDLP se lit ainsi :

« 49. Une atteinte illicite à un droit ou à une liberté reconnu par la présente Charte confère à la victime le droit d’obtenir la cessation de cette atteinte et la réparation du préjudice moral ou matériel qui en résulte. »

## Interprétation
Malgré la phraséologie différente, la jurisprudence et la doctrine considèrent que l'article 49 CDLP énonce une règle compatible, voire équivalente à celle de l'article 1457 du Code civil du Québec, où le législateur indique la nécessité de prouver la faute, le préjudice et le lien de causalité.

« 1457. Toute personne a le devoir de respecter les règles de conduite qui, suivant les circonstances, les usages ou la loi, s’imposent à elle, de manière à ne pas causer de préjudice à autrui.
Elle est, lorsqu’elle est douée de raison et qu’elle manque à ce devoir, responsable du préjudice qu’elle cause par cette faute à autrui et tenue de réparer ce préjudice, qu’il soit corporel, moral ou matériel. [...] »

Une différence importante sur le plan de la rédaction entre l'article 1457 C.c.Q. et l'article 49 CDLP est que l'article 49 CDLP semble à première vue exclure la réparation pour le préjudice corporel, car il ne mentionne que le préjudice moral ou le préjudice matériel, tandis que l'article 1457 C.c.Q. oblige l'individu fautif à la réparation pour le préjudice corporel, matériel et moral.
Le courant dominant chez les auteurs de doctrine  considère que cette différence s'explique par le fait que la Charte des droits et libertés de la personne est une loi plus ancienne que le Code civil du Québec et que le législateur a modifié sa terminologie au moment de l'entrée en vigueur du Code civil du Québec en 1994.
En 1975, moment de l'adoption de la Charte québécoise, les mots « préjudice matériel » et « préjudice moral » signifiaient « pertes pécuniaires » et « pertes non pécuniaires » respectivement. Sous l'ancienne terminologie, une personne qui subit un dommage va être compensée pour ses réclamations matérielles et morales, que le législateur appelle alors préjudices matériels et moraux. Il s'agit d'une qualification du préjudice en fonction des conséquences matérielles et morales plutôt qu'en fonction de la source.
Cette terminologie de 1975 diffère à la fois de celle d'aujourd'hui et de celle que la Cour suprême du Canada préconisait en 1929 dans l'arrêt Regent Taxi and Transport Co. c. Congrégation des Petits Frères de Marie. Le législateur de 1975 s'était écarté de l'approche préconisée par l'arrêt Regent Taxi, qui qualifie le préjudice en fonction de la cause d'action ou atteinte première.
Cette approche de Regent Taxi de qualification du préjudice en fonction de l'atteinte première était tombée dans l'oubli, mais elle est revenue en force en 2013 dans l'arrêt Cinar Corporation c. Robinson, où la Cour suprême réaffirme que l'on doit qualifier le préjudice en fonction de l'atteinte première et non pas en fonction des conséquences. Au paragraphe 102 de la décision, elle affirme que « C’est la violation initiale, plutôt que les conséquences de cette violation, qui sert de fondement pour décider du type de préjudice subi. Comme l’affirme le professeur Gardner, « la spoliation de l’œuvre de Claude Robinson constitue pour lui un préjudice matériel avec des conséquences pécuniaires (les profits générés par son exploitation) et des conséquences non pécuniaires (le stress, les souffrances morales ou, dit autrement, le préjudice psychologique qui en résulte) ».
D'autre part, s'appuyant sur la thèse de la professeure Sophie Morin, la Cour d'appel a déterminé dans l'arrêt Montréal (Ville) c. Dorval que le vocabulaire du préjudice du Code civil du Québec correspond au vocabulaire du dommage dans le Code civil du Bas-Canada, alors en vigueur au moment où la Charte québécoise est adoptée. Dans la période antérieure, le préjudice était vu comme étant la conséquence juridique du dommage. Certains juristes évoquaient même la possibilité d'un dommage avec ou sans atteinte (damnum sine injuria), l'atteinte pouvant précéder le dommage. Cependant, ces distinctions conceptuelles ont été abolies avec l'adoption du nouveau Code civil du Québec en 1994 et sont seulement pertinentes à des fins historiques, à des fins terminologiques ou pour interpréter des anciennes lois.
Donc à la lumière de ces éclaircissements terminologiques, il est possible de simplement traduire la disposition de l'article 49 CDLP dans le vocabulaire de Cinar et de Regent Taxi pour constater qu'elle énonce une règle compatible avec l'article 1457 du Code civil du Québec, en mentionnant implicitement les trois critères de base de la responsabilité civile que sont la faute, le préjudice et le lien de causalité . L'article 49 CDLP énonce que « la source illicite [faute] du dommage [préjudice] (l'atteinte illicite) confère à la victime le droit d’obtenir la cessation de ce dommage [préjudice] et la réparation pour les conséquences pécuniaires (le préjudice matériel) et les conséquences non pécuniaires (le préjudice moral) qui en résultent [lien de causalité] ».
La conséquence de tout cela est que comme dans le Code civil du Québec, la preuve d'une responsabilité civile en vertu de la Charte québécoise requiert la preuve de la coexistence d'une faute, d'un préjudice et d'un lien de causalité entre ces deux éléments.

## Rejet de la thèse du préjudice inhérent
Cette lecture de l'atteinte illicite comme étant compatible avec le Code civil du Québec est soutenue par la Cour suprême du Canada dans l'arrêt Béliveau St-Jacques c. Fédération des employées et employés de 1996, où il est affirmé au paragraphe 121 que « La violation d'un droit garanti n'a pas pour effet de modifier les principes généraux de compensation, ni de créer en soi un préjudice indépendant. La Charte ne crée pas un régime parallèle d’indemnisation ».
Cette affirmation de la Cour suprême est en réaction à certaines décisions de l'époque au niveau du Tribunal des droits de la personne qui tendaient à soutenir la théorie du préjudice inhérent, voulant que toute atteinte à un droit protégé par la Charte québécoise soit inhéremment de nature à porter préjudice à autrui. Cette théorie, si elle avait été acceptée, aurait facilité la tâche des plaignants devant le Tribunal des droits de la personne en allégeant le fardeau de preuve dans une plainte fondée sur la Charte québécoise.
Certains auteurs maintiennent néanmoins une critique de l'arrêt Béliveau St-Jacques et continuent de soutenir la thèse du préjudice inhérent,.